# Hymenocardia ulmoides
Hymenocardia ulmoides är en emblikaväxtart som beskrevs av Daniel Oliver. Hymenocardia ulmoides ingår i släktet Hymenocardia och familjen emblikaväxter. Inga underarter finns listade i Catalogue of Life.